# Život v divočině (seriál, 2007)
Život v divočině (v anglickém originále Life Is Wild) je britsko-americký dramatický televizní seriál, jehož autorem je Michael Rauch. Je remakem britského seriálu Život v buši. Premiérově byl vysílán v letech 2007–2008 na americké stanici The CW. Celkově bylo natočeno 13 dílů, po první řadě byl kvůli nízké sledovanosti zrušen.

## Příběh
Newyorský veterinář Danny Clarke se se svou druhou ženou Jo a dětmi z jejich předchozích manželství přestěhuje do zchátralé chaty uprostřed jihoafrické rezervace, kde žije jeho bývalý tchán. Chce tak dohromady spojit svoji rodinu a zejména děti, které spolu příliš nevychází.

## Obsazení
- D. W. Moffett jako Danny Clarke
- Leah Pipes jako Katie Clarkeová
- Stephanie Niznik jako Jo Wellerová-Clarkeová
- Andrew St. John jako Jesse Weller
- Calvin Goldspink jako Oliver Banks
- Atandwa Kani jako Tumelo
- David Butler jako Art
- K'Sun Ray jako Chase Clarke
- Mary Mouser jako Mia Wellerová
- Tiffany Mulheron jako Emily Banksová

## Vysílání
| Řada | Díly | Premiéra v USA | Premiéra v USA | Premiéra v ČR    | Premiéra v ČR     |
| Řada | Díly | První díl      | Poslední díl   | První díl        | Poslední díl      |
| ---- | ---- | -------------- | -------------- | ---------------- | ----------------- |
| 1    | 13   | 7. října 2007  | 3. února 2008  | 4. prosince 2008 | 25. prosince 2008 |